# Fastback

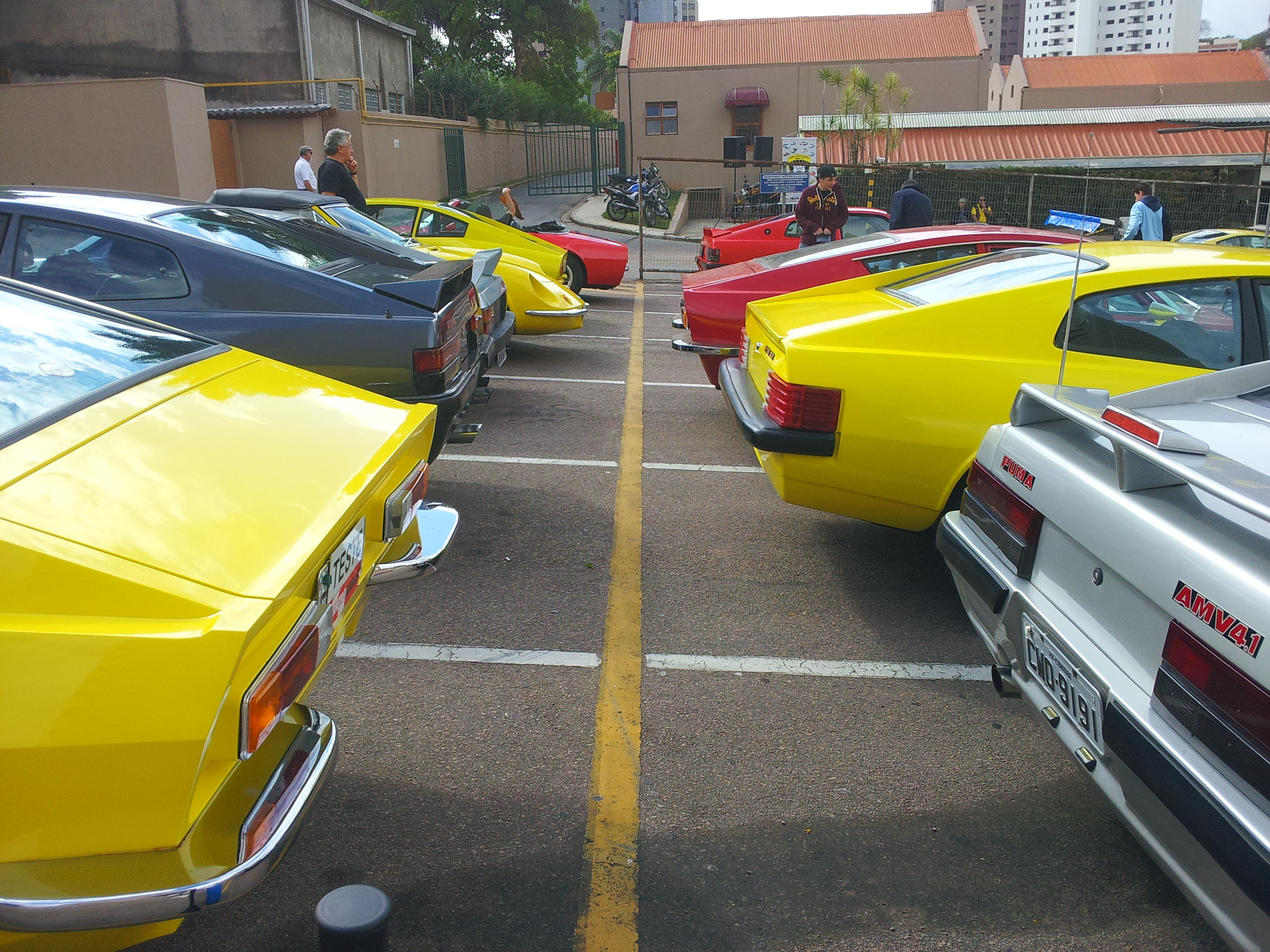
2-drzwiowe pojazdy typu fastback: Puma GTE (z lewej), Puma AMV (z prawej), Puma GTB – po prawej stronie na drugim planie.

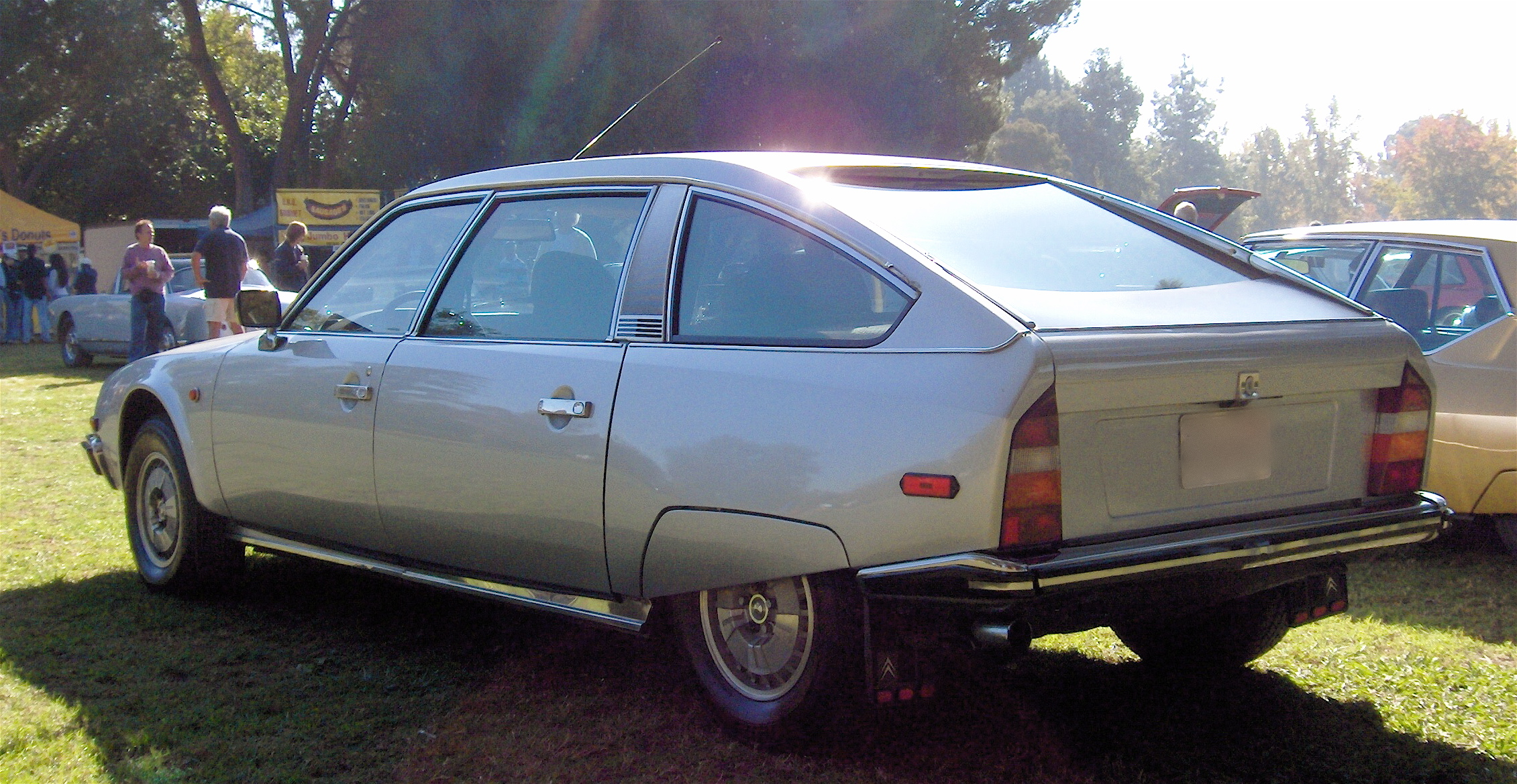
4-drzwiowy fastback (Citroën CX)

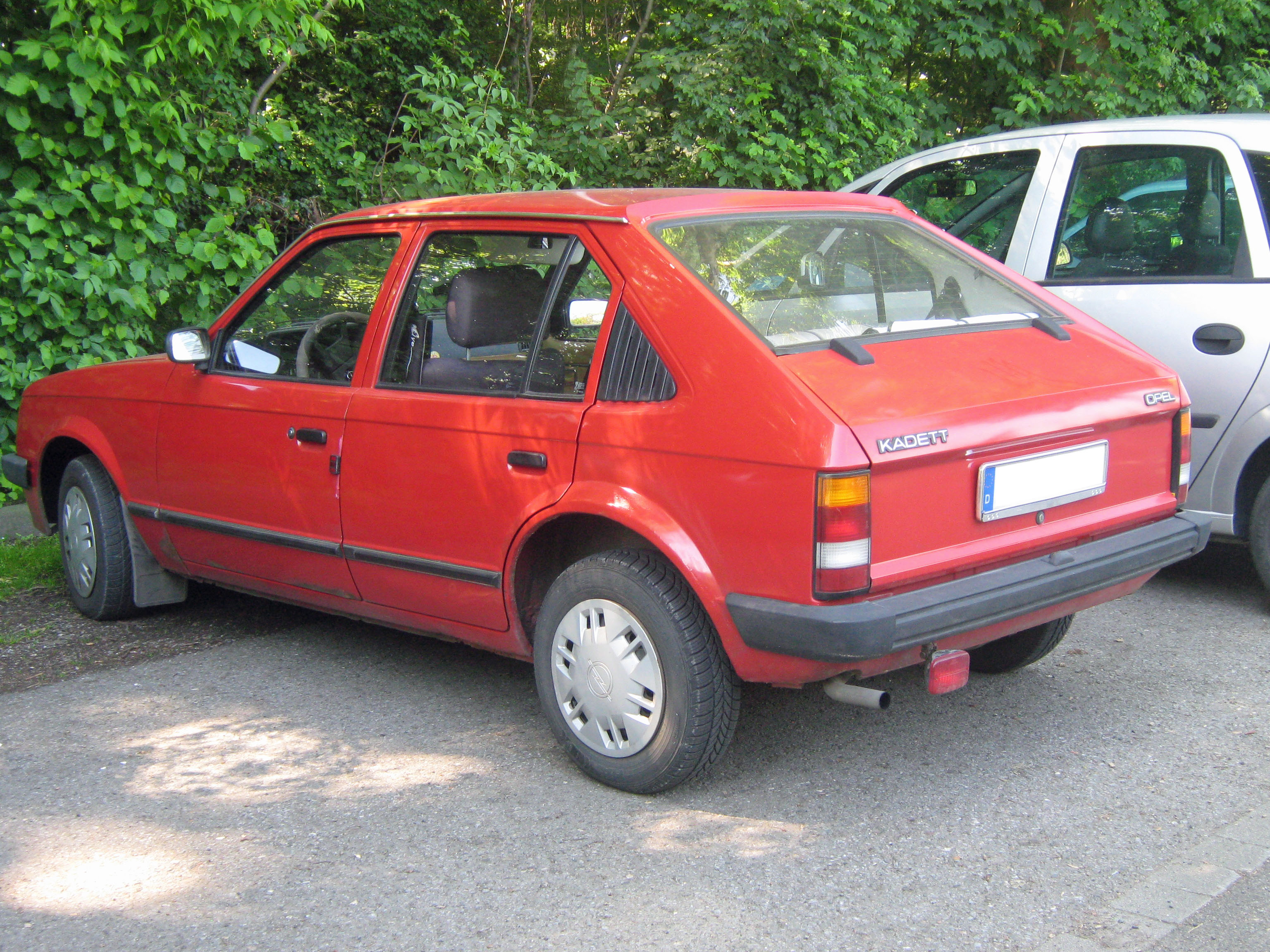
Opel Kadett D z krótką klapą bagażnika.

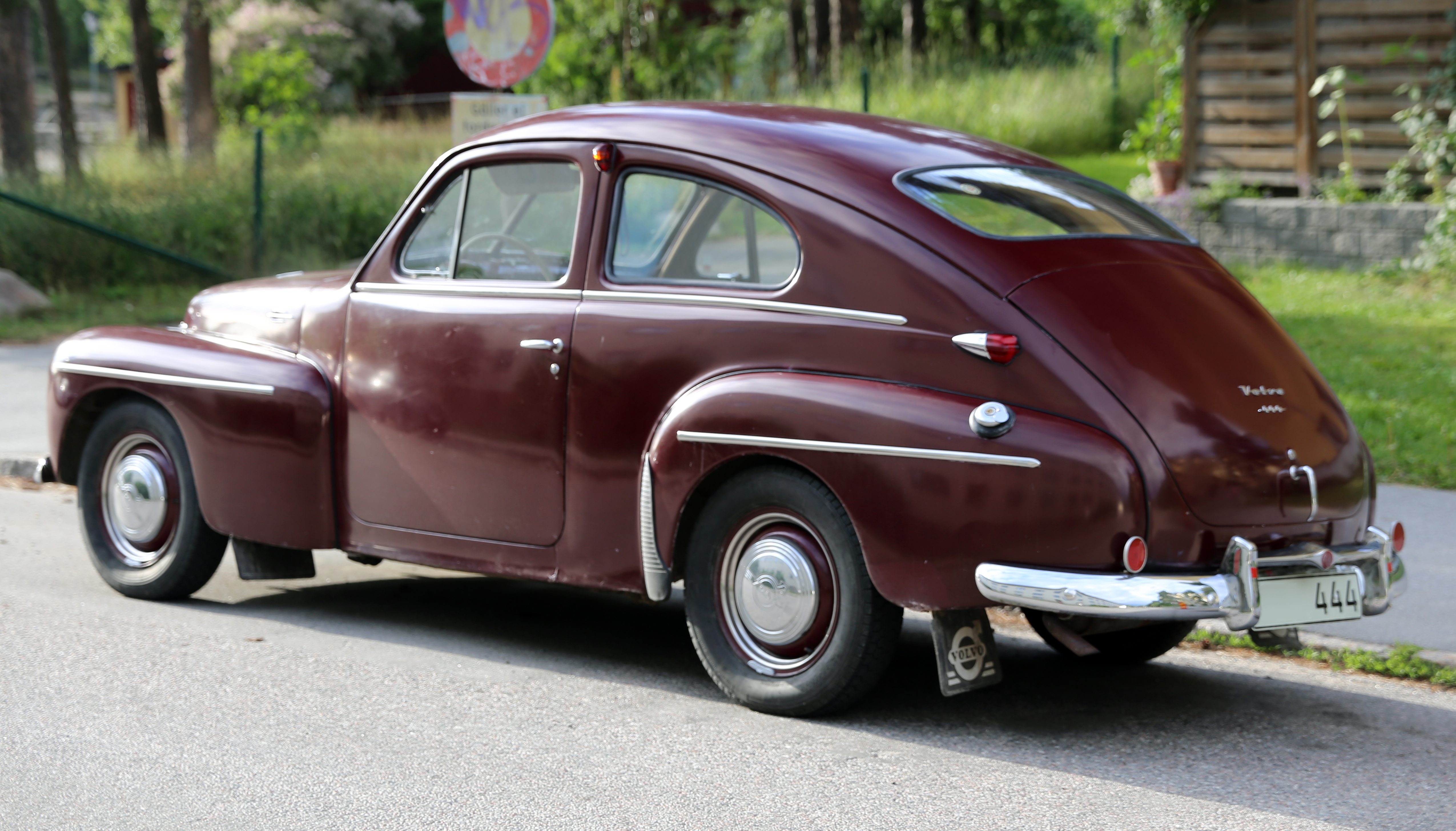
Fastback z lat 50. – Volvo PV444

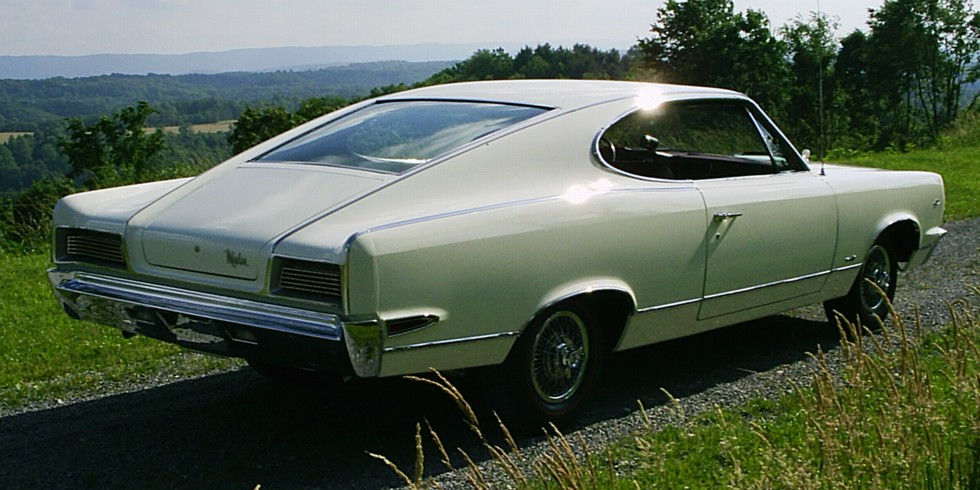
2-drzwiowy fastback, z dachem typu hardtop, – AMC Marlin.

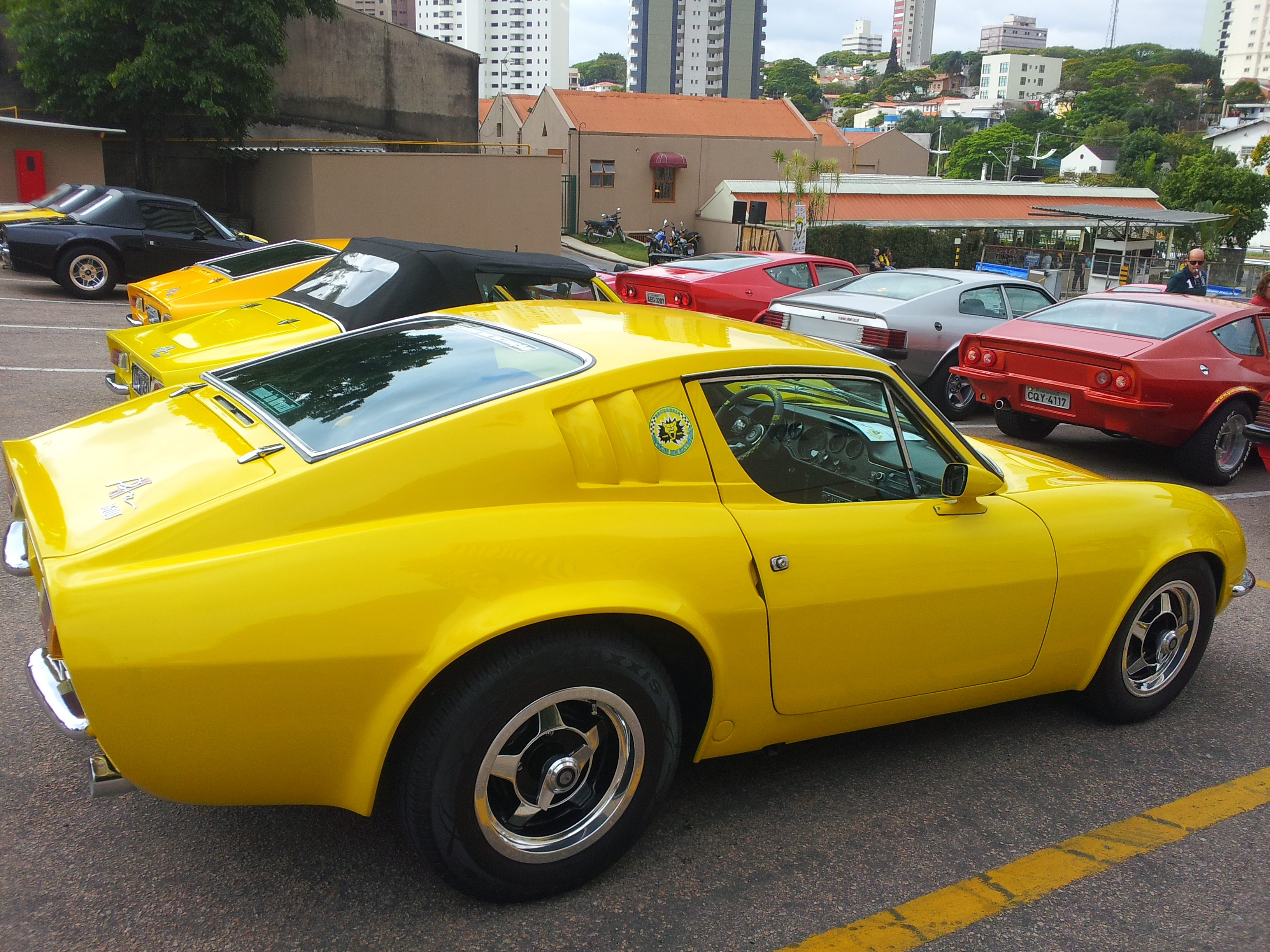
Puma GTE 1600 – fastback z silnikiem umieszczonym za tylną osią.

Fastback – typ zamkniętego nadwozia samochodu osobowego. Jest to nadwozie dwubryłowe, charakteryzujące się początkowo nieruchomym tylnym oknem, pod którym znajduje się pokrywa bagażnika lub silnika. Pokrywa, wraz z tylną szybą, opada pod kątem w stronę tylnych świateł. Prawdopodobnie pierwszym pojazdem o takim nadwoziu był amerykański minivan, Stout Scarab z 1933 roku. Nadwozie fastback osiągnęło szczyt popularności w latach 60. XX wieku, od tego czasu stopniowo wychodzi z mody.
Niektórzy producenci i dziennikarze stosują zabieg marketingowy, określając nadwozia nowych pojazdów słowem "fastback", które może przywodzić na myśl znane samochody, takie jak Ford Mustang. Jako fastbacki często mylnie, bądź celowo, klasyfikowane są pojazdy o nadwoziu hatchback, liftback, czy nawet Combi Coupé, gdzie klapa bagażnika jest zespolona z tylnym oknem. Z drugiej strony, powstają też pojazdy o nadwoziu fastback, zaś promowane są jako, np. "czterodrzwiowe coupe" – pojawiając się w 2004 roku Mercedes-Benz CLS został oznaczony w wewnętrznym kodzie Mercedesa literą "C", zarezerwowaną dotychczas dla pojazdów o jednej parze drzwi. Obecnie nadwozia typu fastback nie są zbyt popularne, zaś nazwa używana jest zazwyczaj w celu podkreślenie sportowego, bądź luksusowego charakteru auta.

## 2-drzwiowe fastbacki
- 1938 – 2003 Volkswagen Garbus
- 1964 – 1969 Plymouth Barracuda
- 1964 – 1974 Iso Grifo
- 1965 – 1967 AMC Marlin
- 1965 – 1973 Ford Mustang
- 1966 – 1967 Dodge Charger
- 1966 – 1970 Oldsmobile Toronado
- 1967 – 1972 Opel Rekord C Coupé
- 1968 – 1972 Oldsmobile Cutlass S
- 1968 – 1973 Ferrari Daytona
- 1968 – 1974 Crespi Tulia GT
- 1968 – 1970 Puma GT
- 1968 – 1981 Isuzu 117 Coupé
- 1970 – 1974 Maserati Ghibli
- 1970 – 1976 Lamborghini Jarama
- 1970 – 1976 Audi 100 Coupé S
- 1970 – 1977 Ford Maverick
- 1971 – 1971 FNM Fúria GT
- 1972 – 2000 Fiat 126p
- 1973 – 1979 Opel Kadett C Coupe
- 1969 – 1978 Chevrolet Chevy
- 1974 – 1987 Puma GTB
- 1979 – 1984 Opel Kadett D
- 1988 – 1991 Puma AMV
- 1971 – 1977 Fiat 127
- 1972 – 2000 Fiat 126
- 2015 Ford Mustang VI

## 4-drzwiowe fastbacki
- 1938 – 1950 Tatra 87
- 1951 – 1964 FSO Warszawa M-20
- 1960 – 1962 Plymouth Valiant
- 1967 – 1970 Opel Kadett B LS
- 1970 – 1979 Citroën GS
- 1974 – 1990 Citroën CX
- 1975 – 1984 Lancia Gamma Berlina
- 1979 – 1986 Volkswagen Passat B2
- 1994 – 1998 Mazda 323F
- 2004 – 2010 Mercedes-Benz C219
- 2005 – 2012 Citroën C6
- 2008 – 2016 Volkswagen Passat CC
- 2011 Mercedes-Benz C218
- 2017 Audi A7 II
- 2018 Hyundai i30 Fastback
- 2020 Fiat Croma 2020
- 2020 Audi A9
- 2020 Volvo S95